# Muszlowce (ryby)

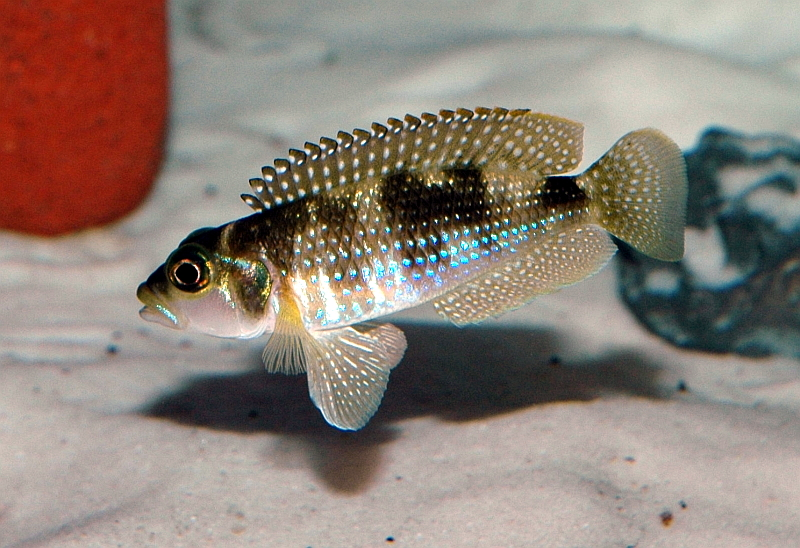
Lamprologus stappersi

Muszlowiec – ogólna nazwa kilkunastu gatunków ryb z rodziny pielęgnicowatych, które charakteryzują się tym, że w warunkach naturalnych, a niektóre tylko w warunkach sztucznych (akwarium) do procesu reprodukcji i wychowania narybku potrzebują pustych muszli. W popularnonaukowej literaturze polskiej pierwszy raz tę nazwę zaproponowali państwo Beata i Krzysztof Wiecheccy w historycznym już opracowaniu "Endemiczne pielęgnice wielkich jezior Afryki – część 1 " – wydanej nakładem Zarządu Głównego Polskiego Związku Akwarystów w 1986 roku. Autorzy proponowali nazwę muszlowiec lub pielęgnica muszlowa. Przyjęło się to pierwsze określenie. Nazwa pochodzi od niemieckiego słowa – Schneckenbuntbarsch (także Schneckencichlid).

## Podział
Autorzy określenia zaproponowali też podział na muszlowce obligatoryjne (czyli takie, których rozród odbywać się może tylko w pustych muszlach ślimaków) oraz muszlowce fakultatywne, a więc takie, które mogą się rozmnażać wykorzystując inne kryjówki, np. szczeliny w podłożu skalistym lub które korzystają z muszli tylko w warunkach akwaryjnych, a w naturze składają ikrę w szczelinach lub zagłębieniach. Dwa zdania wynikające z lektury innej literatury są jeszcze poniżej.
Takie zachowania, jak powyżej opisane, obserwujemy u pielęgnic z afrykańskiego jeziora Tanganika. Do muszlowców zaliczamy więc ryby z rodzajów: Lamprologus, Neolamprologus i oraz Altolamprologus i Telmatochromis. Ryby te rozmnażają się w naturze wykorzystując puste muszle endemicznych ślimaków, m.in. Neothauma tanganyicense, Lavigeria grandis i Iridina spekei.

## Przystosowanie do środowiska
Ryby z tego samego gatunku mogą w jednym rejonie jeziora rozmnażać się w pustych muszlach, a w innym, prawdopodobnie z powodu małej ilości tychże lub po prostu ich braku korzystają ze szczelin skalnych, zagłębień w podłożu żwirowatym (np. Neolamprologus similis). Do muszlowców obligatoryjnych zaliczamy na przykład Neolamprologus brevis czy Lamprologus ocellatus, a do fakultatywnych Neolamprologus kungweensis, Neolamprologus similis, czy Lamprologus signatus oraz odmiany (głównie karłowe) gatunków z rodzajów : Telmatochromis, Altolamprologus, a nawet karłowe formy ryb, które uznawane są za typowe szczelinowce – Neolamprologus mondabu.

## Różnice behawioralne
Wszystkie powyżej wymienione ryby są endemitami w Tanganice – to znaczy występują tylko i wyłącznie w jeziorze Tanganika. Wśród nich jednak są gatunki małe i duże, żyjące w grupach społecznych, haremach, parach, nad dnem piaszczystym, mulistym lub skalistym. Typowym muszlowcem jest Neolamprologus brevis, gdzie para zamieszkuje wspólnie jedną muszlę, jak i Lamprologus ocellatus, gdzie każdy osobnik stara się mieć swoje mieszkanie. Takie ryby jak Neolamprologus multifasciatus tworzą duże kolonie z kilkoma pokoleniami żyjącymi wspólnie na tym samym terenie. Ryby z gatunku Lamprologus callipterus są natomiast haremowe, co oznacza, że samiec na swoim terytorium ma co najmniej kilka samiczek, każdą w swojej muszelce. Samce tego gatunku kradną też muszle z samiczkami z sąsiednich terenów. W wyniku konkurencji i walk o terytoria samce wielu gatunków są duże i nie zamieszkują już w związku z tym muszli, a jedynie patrolują tereny nad dnem walcząc z innymi samcami. Ponieważ im większy samiec tym więcej ma szans na utrzymanie pozycji, utrwalił się schemat małej samiczki w muszli i dużego samca nad nią.
Ryby z gatunku Neolamprologus brevis w wyniku konkurencji i małej liczby muszli na terenach, które zamieszkują, przystosowały się właśnie w ten sposób, że wspólnie zamieszkują jedną muszlę. Ten sam gatunek w jednych rejonach jest monogamiczny, a w innych może tworzyć haremy. Także w jednych rejonach będzie zamieszkiwał muszle, a w innych norki w ziemi czy wąskie szczeliny pomiędzy skałami. W niektórych rejonach muszle po ślimakach tworzą olbrzymie cmentarzyska i rozległe połacie zarośnięte glonami, gąbkami, w innych leżą w małych skupiskach lub pojedynczo na piasku. Muszlowce też "wybierają" odpowiednią do tego strategię życia – np. kilka gatunków zagrzebuje muszle w piasku, tak aby z jednej strony nie była widoczna z daleka (to obrona przed konkurencją i jednocześnie przed drapieżcami), ale też tak ustawiają odsłonięty otwór swojego mieszkania, aby prądy wody opływały to miejsce i przynosiły pokarm w pobliże muszli.